# Geometrijska sredina
Geometrijska sredina je statistički pojam koji za neki skup označava n-ti koren proizvoda svih članova skupa.
U matematičkoj notaciji za skup a1, a2, ..., an geometrijska sredina je {\displaystyle (a_{1}\cdot a_{2}\dotsb a_{n})^{1/n}}, ili {\displaystyle {\sqrt[{n}]{a_{1}\cdot a_{2}\dotsb a_{n}}}}.

## Primer
S = (1, 4, 16)
Skup S ima 3 člana čiji proizvod iznosi 64, a geometrijska sredina iznosi 4:
{\displaystyle {\sqrt[{3}]{1\cdot 4\cdot 16}}} = {\displaystyle {\sqrt[{3}]{64}}} = 4 .